# Sender Nierstein
Der Sender Nierstein ist eine Sendeanlage des Südwestrundfunks (ehemals des Südwestfunks) zur Ausstrahlung von Hörfunksignalen.
Der Sendestandort befindet sich auf der hessischen Rheinseite südwestlich der Ortschaft Geinsheim am Rhein. Diese Standortwahl in einem anderen Bundesland wurde gewählt, da der zu versorgende Bereich, die Orte Nierstein und Oppenheim, teilweise durch die Steillage des Roten Hangs in einem abgeschatteten Tal liegt und deshalb nur sinnvoll von der gegenüberliegenden Rheinseite versorgt werden kann. Als Antennenträger kommt ein 138 Meter hoher abgespannter Stahlfachwerkmast mit dreieckigem Querschnitt zum Einsatz. Dieser wurde 1981 errichtet, nachdem er zuvor als Teil des Bodenseesenders eingesetzt und in den 1970er Jahren dort abgebaut worden war.

## Frequenzen und Programme

### Analoger Hörfunk (UKW)
| Frequenz (MHz) | Programm             | RDS PS   | RDS PI | Regionalisierung | ERP (kW) | Antennendiagramm rund (ND)/gerichtet (D) | Polarisation horizontal (H)/vertikal (V) |
| -------------- | -------------------- | -------- | ------ | ---------------- | -------- | ---------------------------------------- | ---------------------------------------- |
| 92,9           | SWR4 Rheinland-Pfalz | SWR4_MZ_ | DAA4   | Mainz            | 0,1      | D (200–340°)                             | H                                        |
| 98,4           | DASDING              | DASDING_ | D3A5   | –                | 0,25     | D (200–270°)                             | H                                        |

### Analoges Fernsehen (PAL)
Vor der Umstellung auf DVB-T diente der Sendestandort weiterhin für analoges Fernsehen:
| Kanal | Frequenz (MHz) | Programm                      | ERP (kW) | Sendediagramm rund (ND)/ gerichtet (D) | Polarisation horizontal (H)/ vertikal (V) |
| ----- | -------------- | ----------------------------- | -------- | -------------------------------------- | ----------------------------------------- |
| 40    | 623,25         | SWR Fernsehen Rheinland-Pfalz | 0,035    | D                                      | V                                         |
| 57    | 759,25         | Das Erste (SWR)               | 0,035    | D                                      | V                                         |